# 了俒寺
了俒寺（りょうごんじ）は、東京都台東区にある天台宗の寺院。

## 歴史
1624年（寛永元年）、日安尼によって開山された。日安尼は大垣藩藩主松平忠良の側室で旗本松平忠利の生母である。日安尼の寂後、忠利が母の菩提を弔うべく、日蓮宗の感応寺（現・天王寺）の塔頭として寺を創建したのが起源である。
1698年（元禄11年）、幕府の不受不施派禁教令により、本寺の感応寺とともに天台宗に強制転宗させられることになった。日蓮宗時代の住職妙用比丘尼は流罪となり、稟光が天台宗了俒寺の初代住職となった。
1923年（大正12年）の関東大震災では、幸いにも1か月前に本堂を修復したばかりで無事であったため、多くの被災者を受け入れている。

## 交通アクセス
- 日暮里駅より徒歩6分（経路案内）。